# حارة الجامع (صنعاء)
الجامع هي إحدى حارات حي القابل (صنعاء) بمدينة الروضة شمال العاصمة اليمنية "صنعاء"، بلغ تعداد سكانها 66 نسمة حسب تعداد اليمن لعام 2004.